# Llista de lloros

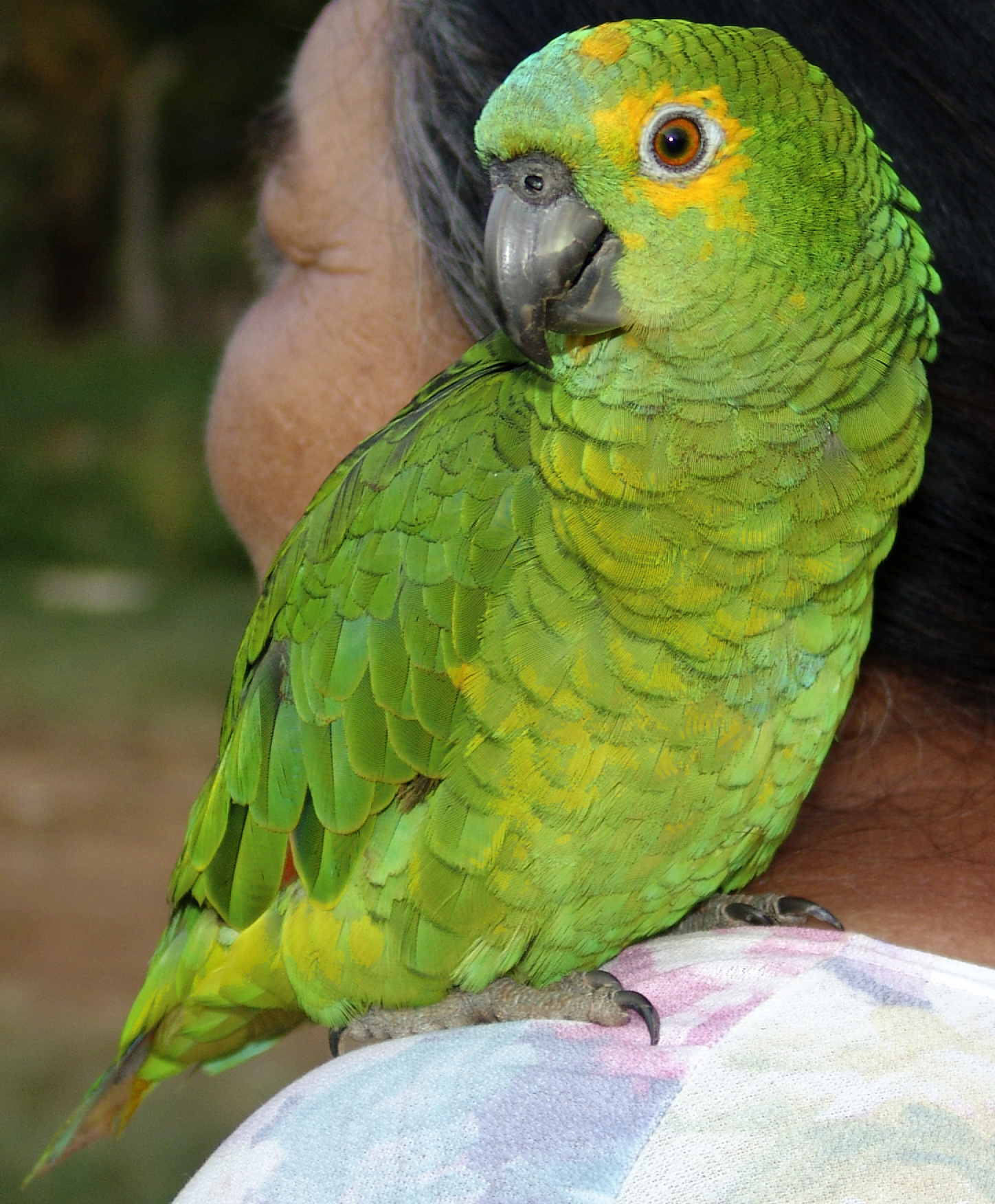
Lloro de front blau (Amazona aestiva).

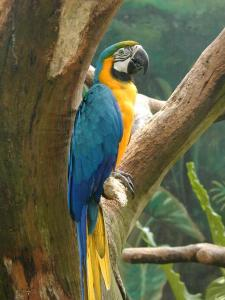
Guacamai blau (Ara ararauna).

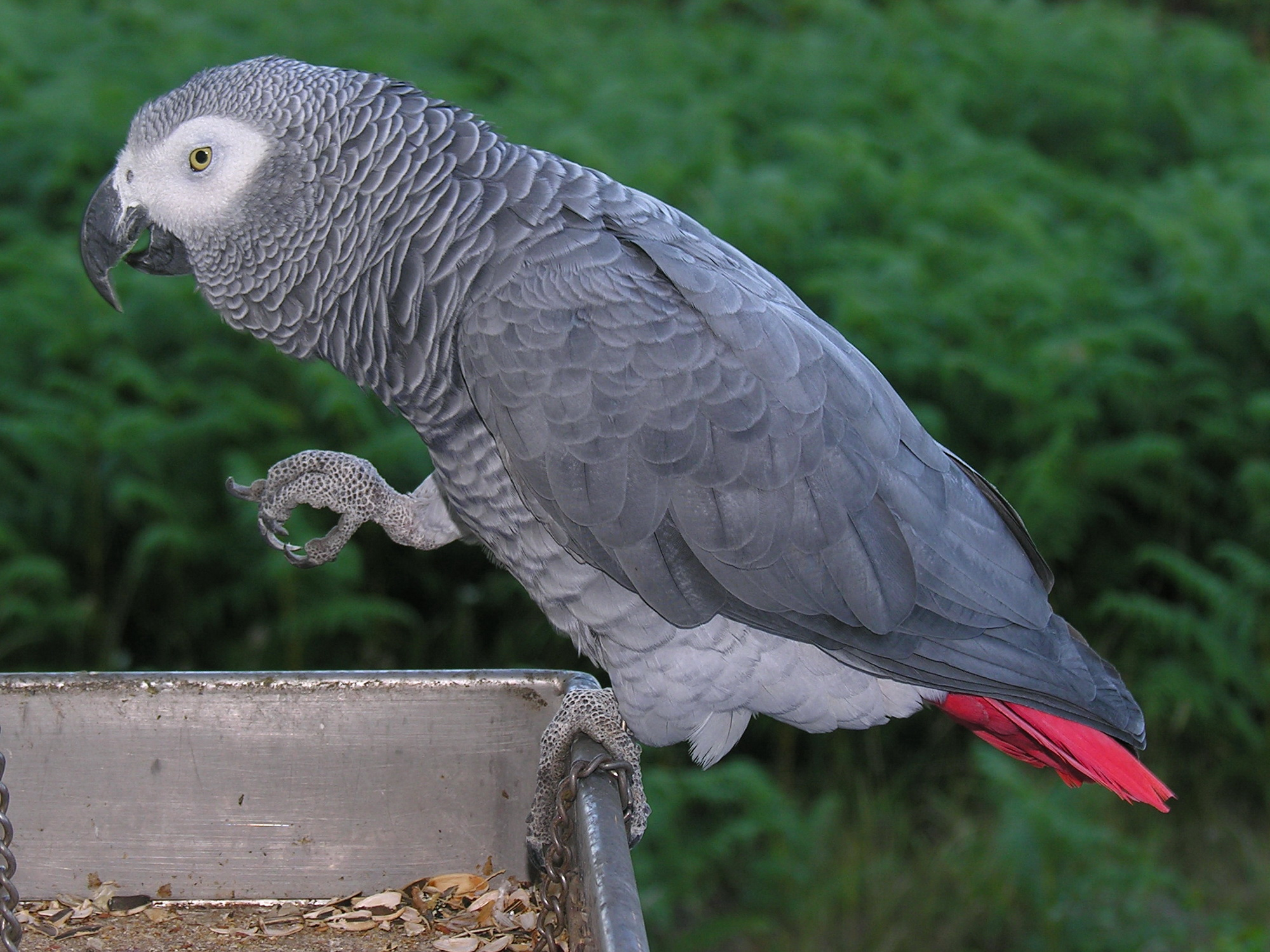
Lloro gris (Psittacus erithacus).

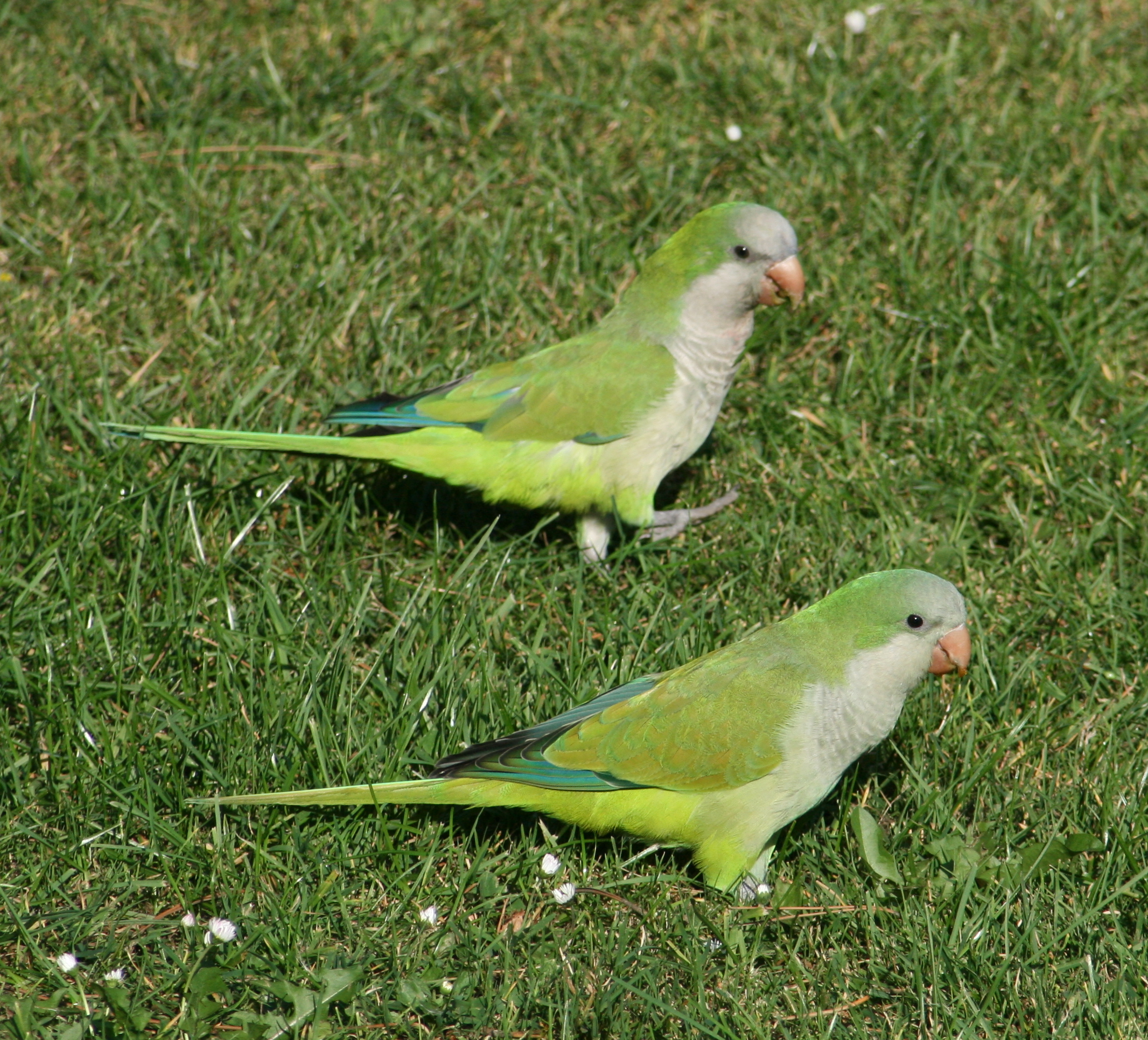
Cotorretes de pit gris (Myiopsitta monachus) fotografiades a un parc públic de Brussel·les (Bèlgica).

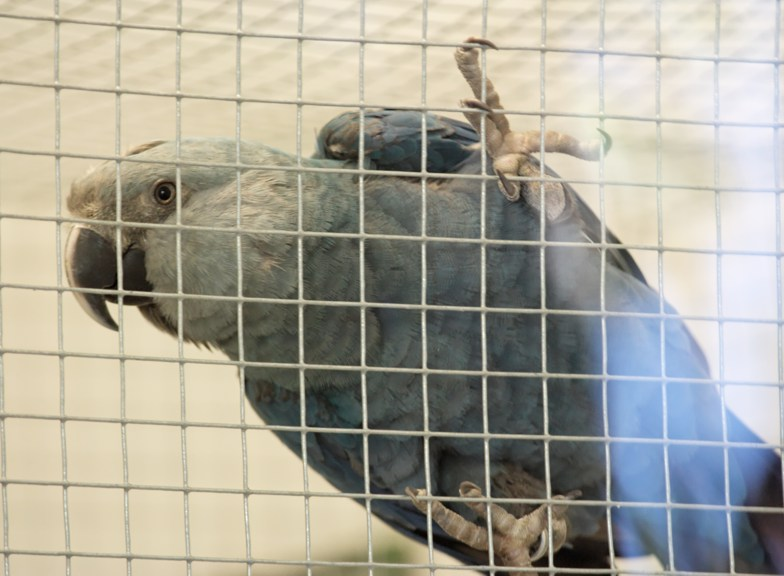
Cyanopsitta spixii.

Aquesta és una llista d'espècies descrites de lloros.
| Nom comú              | Nom binomial                       | Sinònims |
| --------------------- | ---------------------------------- | -------- |
|                       | Platycercus elegans adelaidae      |          |
| Lloro gris            | Psittacus erithacus                |          |
|                       | Psittacula eupatria                |          |
|                       | Nannopsittaca dachilleae           |          |
|                       | Bolborhynchus orbygnesius          |          |
|                       | Cyanoramphus unicolor              |          |
|                       | Alisterus scapularis               |          |
|                       | Barnardius zonarius                |          |
|                       | Enicognathus ferrugineus           |          |
|                       | Tanygnathus sumatranus             |          |
|                       | Bolborhynchus lineola              |          |
|                       | Amazona agilis                     |          |
|                       | Pionites melanocephala             |          |
|                       | Pyrrhura rupicola                  |          |
|                       | Lorius lory                        |          |
|                       | Agapornis nigrigenis               |          |
|                       | Agapornis swinderniana             |          |
|                       | Hapalopsittaca melanotis melanotis |          |
|                       | Tanygnathus gramineus              |          |
|                       | Chalcopsitta atra                  |          |
|                       | Eos cyanogenia                     |          |
|                       | Agapornis taranta                  |          |
|                       | Hapalopsittaca melanotis           |          |
|                       | Pyrrhura frontalis devillei        |          |
|                       | Psittacula roseata                 |          |
| Guacamai blau         | Ara ararauna                       |          |
|                       | Tanygnathus sumatranus             |          |
|                       | Neophema chrysostoma               |          |
|                       | Triclaria malachitacea             |          |
|                       | Northiella haematogaster           |          |
|                       | Amazona dufresniana                |          |
|                       | Geoffroyus simplex                 |          |
|                       | Tanygnathus lucionensis            |          |
|                       | Loriculus galgulus                 |          |
|                       | Tanygnathus sumatranus             |          |
|                       | Aratinga acuticaudata              |          |
|                       | Prioniturus discurus               |          |
|                       | Eos semilarvata                    |          |
|                       | Cacatua opthalmica                 |          |
| Lloro de front blau   | Amazona aestiva                    |          |
|                       | Charmosyna toxopei                 |          |
|                       | Touit dilectissima                 |          |
|                       | Primolius couloni                  |          |
|                       | Pionus menstruus                   |          |
|                       | Prioniturus platenae               |          |
|                       | Tanygnathus lucionensis            |          |
|                       | Eos reticulata                     |          |
|                       | Psittinus cyanurus                 |          |
|                       | Eos reticulata                     |          |
|                       | Ara glaucogularis                  |          |
|                       | Pyrrhura cruentata                 |          |
|                       | Primolius maracana                 |          |
|                       | Neophema chrysostoma               |          |
|                       | Forpus xanthopterygius             |          |
|                       | Neopsephotus bourkii               |          |
|                       | Psittacella brehmii                |          |
|                       | Pyrrhura frontalis devillei        |          |
|                       | Pionus chalcopterus                |          |
|                       | Pyrrhura frontalis                 |          |
|                       | Poicephalus cryptoxanthus          |          |
|                       | Pionopsitta haematotis             |          |
|                       | Chalcopsitta duivenbodei           |          |
|                       | Poicephalus fuscicollis            |          |
|                       | Aratinga pertinax                  |          |
| Periquito             | Melopsittacus undulatus            |          |
|                       | Micropsitta pusio                  |          |
|                       | Cyanoliseus patagonus              |          |
|                       | Prioniturus mada                   |          |
|                       | Aratinga cactorum                  |          |
|                       | Pionopsitta caica                  |          |
|                       | Brotogeris versicolurus            |          |
|                       | Poicephalus robustus               |          |
|                       | Chalcopsitta cardinalis            |          |
|                       | Conuropsis carolinensis            |          |
|                       | Eos semilarvata                    |          |
|                       | Loriculus beryllinus               |          |
|                       | Cyanoramphus forbesi               |          |
|                       | Lorius garrulus                    |          |
|                       | Ara severa                         |          |
|                       | Myiopsitta monachus luchsi         |          |
|                       | Brotogeris cyanoptera              |          |
|                       | Nymphicus hollandicus              |          |
|                       | Phigys solitarius                  |          |
|                       | Chalcopsitta scintillata           |          |
|                       | Pyrrhura perlata                   |          |
|                       | Aratinga finschi                   |          |
|                       | Platycercus elegans                |          |
|                       | Prosopeia splendens                |          |
|                       | Amazona leucocephala               |          |
|                       | Aratinga euops                     |          |
|                       | Psittacula derbiana                |          |
|                       | Cyclopsitta diophthalma            |          |
|                       | Charmosyna margarethae             |          |
|                       | Cacatua ducorpsii                  |          |
|                       | Amazona dufresniana                |          |
|                       | Forpus sclateri                    |          |
|                       | Aratinga weddellii                 |          |
|                       | Pseudeos fuscata                   |          |
|                       | Pionus fuscus                      |          |
|                       | Chalcopsitta duivenbodei           |          |
|                       | Platycercus eximius                |          |
|                       | Eclectus roratus                   |          |
|                       | Psittaculirostris edwardsii        |          |
|                       | Neophema elegans                   |          |
|                       | Pyrrhura orcesi                    |          |
|                       | Enicognathus ferrugineus           |          |
|                       | Charmosyna pulchella               |          |
|                       | Amazona festiva                    |          |
|                       | Pyrrhura egregia                   |          |
|                       | Agapornis fischeri                 |          |
|                       | Pyrrhura calliptera                |          |
|                       | Callocephalon fimbriatum           |          |
|                       | Elophus roseicapillus              |          |
|                       | Micropsitta geelvinkiana           |          |
|                       | Calyptorhynchus lathami            |          |
|                       | Aratinga auricapilla               |          |
|                       | Primolius auricollis               |          |
|                       | Prioniturus platurus               |          |
|                       | Guarouba guarouba                  |          |
|                       | Leptosittaca branickii             |          |
|                       | Psephotus chrysopterygius          |          |
|                       | Touit surda                        |          |
|                       | Brotogeris chrysopterus            |          |
| Lori de Goldie        | Glossoptilus goldiei               |          |
|                       | Brotogeris pyrrhopterus            |          |
|                       | Tanygnathus megalorynchos          |          |
|                       | Ara ambiguus                       |          |
|                       | Coracopsis vasa                    |          |
|                       | Pyrrhura molinae                   |          |
|                       | Loriculus tener                    |          |
|                       | Aratinga holochlora                |          |
|                       | Micropsitta finschii               |          |
|                       | Prioniturus luconensis             |          |
|                       | Platycercus caledonicus            |          |
|                       | Forpus passerinus                  |          |
|                       | Ara chloroptera                    |          |
|                       | Agapornis canus                    |          |
|                       | Psittacula finschii                |          |
|                       | Psilopsiagon aymara                |          |
|                       | Pezoporus wallicus                 |          |
|                       | Bolbopsittacus lunulatus           |          |
|                       | Eos semilarvata                    |          |
|                       | Vini stepheni                      |          |
|                       | Aratinga chloroptera               |          |
|                       | Amazona ventralis                  |          |
|                       | Psephotus dissimilis               |          |
|                       | Eunymphicus cornutus               |          |
|                       | Anodorhynchus hyacinthinus         |          |
|                       | Amazona imperialis                 |          |
|                       | Vini peruviana                     |          |
|                       | Hapalopsittaca fuertesi            |          |
| Lori iris             | Saudareos iris                     |          |
|                       | Aratinga jandaya                   |          |
|                       | Poicephalus gulielmi               |          |
|                       | Charmosyna josefinae               |          |
|                       | Nestor meridionalis                |          |
|                       | Strigops habroptilus               |          |
|                       | Amazona kawalli                    |          |
|                       | Nestor notabilis                   |          |
|                       | Pyrrhura frontalis kriegi          |          |
|                       | Psittaculirostris desmarestii      |          |
|                       | Psittacula calthropae              |          |
|                       | Anodorhynchus leari                |          |
|                       | Coracopsis nigra                   |          |
|                       | Geoffroyus simplex                 |          |
|                       | Geoffroyus simplex                 |          |
|                       | Amazona finschi                    |          |
|                       | Touit batavica                     |          |
|                       | Agapornis lilianae                 |          |
|                       | Cacatua sanguinea                  |          |
|                       | Glossopsitta pusilla               |          |
|                       | Calyptorhynchus bandinii           |          |
|                       | Cacatua tenuirostris               |          |
|                       | Psittacula longicauda              |          |
|                       | Tanygnathus lucionensis            |          |
|                       | Prioniturus montanus               |          |
|                       | Psittacella madaraszi              |          |
|                       | Psittacula columboides             |          |
|                       | Cyanoramphus malherbi              |          |
|                       | Barnardius zonarius barnardi       |          |
|                       | Pyrrhura frontalis                 |          |
|                       | Rhynchopsitta terrisi              |          |
|                       | Pyrrhura melanura                  |          |
|                       | Prosopeia personata                |          |
|                       | Psittacula echo                    |          |
|                       | Amazona farinosa                   |          |
|                       | Charmosyna meeki                   |          |
|                       | Forpus cyanopygius                 |          |
|                       | Poicephalus meyeri                 |          |
|                       | Ara militaris                      |          |
|                       | Trichoglossus johnstoniae          |          |
|                       | Prioniturus waterstradti           |          |
|                       | Aratinga mitrata                   |          |
|                       | Psittacella modesta                |          |
|                       | Loriculus amabilis                 |          |
|                       | Alisterus amboinensis              |          |
|                       | Psilopsiagon aurifrons             |          |
|                       | Tanygnathus sumatranus             |          |
|                       | Psephotus varius                   |          |
|                       | Glossopsitta concinna              |          |
|                       | Nandayus nenday                    |          |
|                       | Charmosyna diadema                 |          |
|                       | Psittacula exsul                   |          |
|                       | Poicephalus crassus                |          |
|                       | Psittacula caniceps                |          |
|                       | Geopsittacus occidentalis          |          |
|                       | Platycercus venustus               |          |
|                       | Trichoglossus euteles              |          |
|                       | Aprosmictus jonquillaceus          |          |
|                       | Aratinga nana                      |          |
|                       | Neophema chrysogaster              |          |
|                       | Neopsittacus pullicauda            |          |
|                       | Clycopsitta gulielmitertii         |          |
|                       | Pionopsitta barrabandi             |          |
|                       | Brotogeris jugularis               |          |
|                       | Aratinga canicularis               |          |
|                       | Amazona amazonica                  |          |
|                       | Trichoglossus ornatus              |          |
|                       | Aratinga strenua                   |          |
|                       | Forpus coelestis                   |          |
|                       | Pyrrhura picta                     |          |
|                       | Psittacella picta                  |          |
|                       | Platycercus adscitus               |          |
|                       | Probosciger aterrimus              |          |
|                       | Charmosyna palmarum                |          |
|                       | Loriculus aurantiifrons            |          |
|                       | Alisterus chloropterus             |          |
|                       | Charmosyna papou                   |          |
|                       | Psephotus pulcherrimus             |          |
|                       | Aratinga aurea                     |          |
|                       | Pyrrhura lepida                    |          |
|                       | Hapalopsittaca melanotis peruviana |          |
|                       | Psittrichas fulgidus               |          |
|                       | Cacatua haematuropygia             |          |
|                       | Tanygnathus lucionensis            |          |
|                       | Loriculus philippensis             |          |
|                       | Pionopsitta pileata                |          |
|                       | Cacatua leadbeateri                |          |
|                       | Brotogeris tirica                  |          |
|                       | Oreopsittacus arfaki               |          |
|                       | Psittacula cyanocephala            |          |
|                       | Trichoglossus rubiginosus          |          |
|                       | Polytelis alexandrae               |          |
|                       | Amazona vittata                    |          |
|                       | Lorius hypoinochrous               |          |
|                       | Glossopsitta porphyrocephala       |          |
|                       | Lorius domicella                   |          |
|                       | Loriculus exilis                   |          |
|                       | Charmosyna wilhelminae             |          |
| Cotorreta de pit gris | Myiopsitta monachus                |          |
|                       | Trichoglossus haematodus           |          |
|                       | Chalcopsitta atra                  |          |
|                       | Eos histrio                        |          |
|                       | Ara chloroptera                    |          |
|                       | Orthopsittaca manilata             |          |
|                       | Poicephalus rufiventris            |          |
|                       | Pionus sordidus                    |          |
|                       | Psittacula alexandri               |          |
|                       | Micropsitta bruijnii               |          |
|                       | Amazona rhodocorytha               |          |
|                       | Purpureicephalus spurius           |          |
|                       | Geoffroyus geoffroyi               |          |
|                       | Charmosyna rubrigularis            |          |
|                       | Amazona viridigenalis              |          |
|                       | Pyrrhura frontalis                 |          |
|                       | Pyrrhura hoematotis                |          |
|                       | Hapalopsittaca pyrrhops            |          |
|                       | Deroptyus accipitrinus             |          |
|                       | Charmosyna placentis               |          |
|                       | Charmosyna rubronotata             |          |
|                       | Ara rubrogenys                     |          |
|                       | Cyanoramphus novaezelandiae        |          |
|                       | Poicephalus gulielmi               |          |
|                       | Touit costaricensis                |          |
|                       | Agapornis pullarius                |          |
|                       | Amazona autumnalis                 |          |
|                       | Eos bornea                         |          |
|                       | Aratinga erythrogenys              |          |
|                       | Amazona arausiaca                  |          |
|                       | Chalcopsitta atra                  |          |
|                       | Psephotus haematonotus             |          |
|                       | Prosopeia tabuensis                |          |
|                       | Diopsittaca nobilis                |          |
|                       | Amazona pretrei                    |          |
|                       | Calyptorhynchus banksii            |          |
|                       | Amazona brasiliensis               |          |
|                       | Charmosyna amabilis                |          |
|                       | Aratinga rubritorquis              |          |
|                       | Aprosmictus erythropterus          |          |
|                       | Polytelis anthopeplus              |          |
|                       | Vini kuhlii                        |          |
|                       | Pyrrhura rupicola                  |          |
|                       | Neophema petrophila                |          |
|                       | Pionopsitta pulchra                |          |
|                       | Pyrrhura rhodocephala              |          |
|                       | Psittacula krameri                 |          |
|                       | Agapornis roseicollis              |          |
|                       | Poicephalus rueppellii             |          |
|                       | Bolborhynchus ferrugineifrons      |          |
|                       | Hapalopsittaca amazonina           |          |
|                       | Pionopsitta pyrilia                |          |
|                       | Cacatua moluccensis                |          |
|                       | Psittaculirostris salvadorii       |          |
|                       | Loriculus catamene                 |          |
|                       | Pyrrhura rupicola                  |          |
|                       | Pyrrhura viridicata                |          |
|                       | Touit purpurata                    |          |
|                       | Pyrrhura frontalis                 |          |
|                       | Trichoglossus chlorolepidotus      |          |
|                       | Pionus maximiliani                 |          |
|                       | Amazona mercenaria                 |          |
|                       | Neophema splendida                 |          |
|                       | Aratinga wagleri                   |          |
|                       | Ara macao                          |          |
|                       | Touit huetii                       |          |
|                       | Vini australis                     |          |
|                       | Poicephalus senegalus              |          |
|                       | Eos semilarvata                    |          |
|                       | Graydidascalus brachyurus          |          |
|                       | Geoffroyus simplex                 |          |
|                       | Geoffroyus heteroclitus            |          |
|                       | Psittacula himalayana              |          |
|                       | Enicognathus leptorhynchus         |          |
|                       | Aratinga brevipes                  |          |
|                       | Pionus tumultuosus                 |          |
|                       | Forpus conspicillatus              |          |
| Guacamai de Spix      | Cyanopsitta spixii                 |          |
|                       | Touit stictoptera                  |          |
|                       | Amazona versicolor                 |          |
|                       | Charmosyna multistriata            |          |
|                       | Amazona guildingii                 |          |
|                       | Loriculus sclateri                 |          |
|                       | Loriculus stigmatus                |          |
|                       | Cacatua galerita                   |          |
|                       | Pyrrhura hoffmanni                 |          |
|                       | Prioniturus verticalis             |          |
|                       | Aratinga solstitialis              |          |
|                       | Polytelis swainsonii               |          |
|                       | Lathamus discolor                  |          |
|                       | Cacatua goffini                    |          |
|                       | Nannopsittaca panychlora           |          |
|                       | Rhynchopsitta pachyrhyncha         |          |
|                       | Amazona tucumana                   |          |
|                       | Brotogeris sanctithomae            |          |
|                       | Neophema pulchella                 |          |
|                       | Vini ultramarina                   |          |
|                       | Psitteuteles versicolor            |          |
|                       | Loriculus vernalis                 |          |
|                       | Amazona vinacea                    |          |
|                       | Eos squamata                       |          |
|                       | Pionopsitta vulturina              |          |
|                       | Loriculus flosculus                |          |
|                       | Platycercus icterotis              |          |
|                       | Cacatua pastinator                 |          |
|                       | Cacatua alba                       |          |
|                       | Pionites leucogaster               |          |
|                       | Pionus senilis                     |          |
|                       | Pyrrhura leucotis                  |          |
|                       | Aratinga leucophthalmus            |          |
|                       | Amazona albifrons                  |          |
|                       | Lorius albidinuchus                |          |
|                       | Pyrrhura albipectus                |          |
|                       | Calyptorhynchus latirostris        |          |
|                       | Touit melanonota                   |          |
|                       | Trichoglossus flavoviridis         |          |
|                       | Lorius chlorocercus                |          |
|                       | Neopsittacus musschenbroekii       |          |
|                       | Amazona collaria                   |          |
|                       | Micropsitta meeki                  |          |
|                       | Micropsitta keiensis               |          |
|                       | Brotogeris chiriri                 |          |
|                       | Agapornis personatus               |          |
|                       | Cacatua sulphurea                  |          |
|                       | Amazona ochrocephala               |          |
|                       | Ognorhynchus icterotis             |          |
|                       | Alipiopsitta xanthops              |          |
|                       | Forpus xanthops                    |          |
|                       | Cyanoramphus auriceps              |          |
|                       | Poicephalus flavifrons             |          |
|                       | Amazona oratrix                    |          |
|                       | Prioniturus flavicans              |          |
|                       | Amazona xantholora                 |          |
|                       | Amazona auropalliata               |          |
|                       | Platycercus elegans flaveolus      |          |
|                       | Amazona barbadensis                |          |
|                       | Calyptorhynchus funereus           |          |
|                       | Loriculus pusillus                 |          |